# Jordan Belfort
Jordan Ross Belfort (/ˈbɛlfɔːrt/; sinh ngày 9/7/1962) là một nhà diễn thuyết và cựu môi giới chứng khoán Mỹ. Ông bị kết án về tội gian lận liên quan đến thao túng thị trường chứng khoán và điều hành một trung tâm tư vấn như một phần của một loại lừa đảo cổ phiếu. Ông đã trải qua 22 tháng trong nhà giam Liên bang trước khi được tha bổng trước thời hạn. Ông đã kể lại cuộc đời mình trong cuốn hồi ký Sói già phố Wall, và được chuyển thể thành phim, phát hành năm 2013, đạo diễn bởi Martin Scorsese và Leonardo DiCaprio đóng vai chính – Jordan Belfort.

## Phần đầu cuộc đời
Belfort được sinh ra ở vùng Bronx thuộc thành phố New York, trong một gia đình Do Thái Mỹ, bởi Leah và Max Belfort, và lớn lên ở Bayside, Queens, Mỹ.
Vào khoảng thời gian khi tốt nghiệp phổ thông và trước khi vào đại học, Belfort và người bạn thời thơ ấu Elliot Loewenstern đã kiếm được 20.000$ nhờ bán kem cho khách du lịch tại bãi biển địa phương. Belfort có kế hoạch sử dụng số tiền kiếm được cùng với Loewenstern để trả cho một khóa học ở trường và ông ghi danh vào Đại học Nha khoa Baltimore. Tuy nhiên, ông rời trường ngay sau câu nói của ngài hiệu trưởng trong ngày đầu đi học rằng "Kỷ nguyên vàng của ngành nha khoa đã kết thúc. Nếu bạn có mặt ở đây đơn giản là vì muốn kiếm nhiều tiền thì bạn đang ở nhầm chỗ rồi đấy". Sau đó, Belfort  chuyển sang học và tốt nghiệp chuyên ngành Sinh học tại đại học American.

## Sự nghiệp

### Stratton Oakmont gian lận và án tù
Belfort bắt đầu sự nghiệp của ông như một nhà đầu tư chứng khoán tại công ty L.F.Rothschild, trước khi thành lập công ty môi giới Stratton Oakmont. Stratton Oakmont có chức năng như một phòng giao dịch cổ phiếu giá rẻ và lừa đảo các nhà đầu tư thông qua việc bán chứng khoán.
Trong suốt những năm hoạt động như một người lừa đảo chứng khoán, Belfort phát triển một lối sống trụy lạc với những bữa tiệc xa hoa và thuốc phiện -  được bán cho ông dưới nhãn hiệu "Quaalude" – điều đã dẫn đến một giai đoạn nghiện ngập nghiêm trọng. Stratton Oakmont đã thuê hơn 1000 nhà môi giới chứng khoán và bị dính vào các khoản nợ lên tới hơn 1 tỷ $, bao gồm cả phần nâng cao vốn chủ sở hữu cho công ty giày dép Steve Madden.  Công ty bị các nhà chức trách điều tra vào cuối những năm 90. Sự kiện này đã tạo cảm hứng cho bộ phim Boiler Room (năm 2000), cũng như bộ tiểu sử năm 2013  Sói Già Phố Wall (The Wolf of Wall Street).
Ủy viên Chứng khoán Alabama Joseph Borg thành lập một lực lượng đặc nhiệm đa quốc gia để truy tố công ty Stratton Oakmont, sau khi văn phòng của ông đã tràn ngập những khiếu nại liên quan đến việc môi giới. Công ty của Belfort cuối cùng phải đóng cửa vào năm 1998 và ông bị kết tội gian lận chứng khoán và rửa tiền.
Nhờ hợp tác với FBI, Belfort chỉ phải chịu mức án 22 tháng trong nhà tù liên bang và bị buộc phải trả lại 110,4 triệu $ mà ông đã gian lận từ những người mua chứng khoán. Belfort gặp Tommy Chong trong khi ông đang chấp hành hình phạt của mình và Chong đã ủng hộ Belfort viết lại những kinh nghiệm khi còn là một nhà đầu tư chứng khoán của ông. Hai người hiện vẫn còn là bạn sau khi được thả ra khỏi nhà tù.
Trong một buổi nói chuyện mà ông tổ chức ở Dubai, Các Tiểu Vương Quốc Ả-rập Thống Nhất vào ngày 19/5/2014, Belfort đã mở đầu như sau:

Tôi đã rất tham lam… Tham lam là không tốt. Còn tham vọng và đam mê thì rất tốt. Niềm đam mê tạo ra sự thịnh vượng. Mục tiêu của tôi là cho nhiều hơn nhận, đó là một loại thành công bền vững… 95% các nhà kinh doanh là hợp pháp… Tất cả vấn đề thuộc về các công ty môi giới. Nếu như tất cả đều hợp pháp thì chẳng có gì để làm với việc thanh lý cổ phiếu.

### Sự hoàn trả
Theo như công tố viên liên bang, Belfort đã không tôn trọng yêu cầu bồi thường của bản án năm 2003 dành cho ông. Thỏa thuận yêu cầu ông trả 50% tổng thu nhập để bồi thường cho 1513 khách hàng bị ông lừa đảo. Khoảng 11,6 triệu $ đã được các nạn nhân của Belfort nhận lại, 10,4 triệu USD trong đó là kết quả của việc bán tài sản bị tịch thu. Các bản án yêu cầu tổng số tiền bồi thường phải là 110 triệu USD tiền.
Trong tháng 10/2013 các công tố viên liên bang đã đệ đơn khiếu nại chống lại Belfort, người đã nhận được một khoản thu nhập 1.767.203 $ từ việc xuất bản hai cuốn sách và việc bán bản quyền phim – cộng với một khoản phụ thêm 24.000 $ từ các buổi diễn thuyết tạo động lực, trong khi các bằng chứng cho thấy ông chỉ chi 243.000 USD để bồi thường cho nạn nhân trong suốt bốn năm đã qua. Tính đến tháng 11/2013, để giữ cho cuộc đàm phán không gặp bế tắc, chính phủ Hoa Kỳ đã không cưỡng chế Belfort phải hoàn thành ngay khoản thanh toán của mình, nhưng điều đó lại dẫn tới sự không rõ ràng là khi nào thì toàn bộ số tiền bồi thường sẽ được hoàn trả.
Vào tháng 5/2014, Belfort nói rằng ông đã lên kế hoạch trả nốt những khoản bồi thường thông qua chi phí của những buổi diễn thuyết vào cuối năm 2014: "Mục tiêu của tôi là kiếm hơn 100 triệu đô la để có thể trả cho tất cả mọi người trong năm nay".

## Ghi chép
Được biết, kể từ năm 1998, Belfort viết 2 cuốn tự truyện, Sói Già Phố Wall và Tóm Gọn Sói Già Phố Wall (The Wolf of Wall Street, Catching the Wolf of Wall Street), 2 cuốn sách này đã được xuất bản ở trên 40 quốc gia và được dịch ra 18 ngôn ngữ khác nhau. Câu chuyện đời của ông đã được chuyển thể thành phim, với sự tham gia của tài tử Leonardo Dicaprio trong vai Jordan Belfort. Bộ phim được biên kịch bởi Terence Winter và đạo diễn bởi Scorsese.
Ông là một khách mời thường xuyên trên CNN, CNBC, Sky News và BBC. Các dịch vụ của Belfort bao gồm đào tạo doanh nghiệp, tư vấn tư nhân sự và diễn thuyết. Ông kiếm được khoảng $100.000 USD cho mỗi giờ phát biểu. Ông đã đặt tên cuộc hội thảo của mình "Hệ thống Bán hàng Đường thẳng" (Straight Line Sales Psychology)

### Phim ảnh
Bộ phim của Scorsese về cuộc đời của Belfort được bắt đầu bấm máy từ tháng 8/2012 và được công chiếu rộng rãi từ ngày 25/12/2013. Tạp chí Time đã nhận xét nhiều hành động phiêu lưu được mô tả trong bộ phim phù hợp với hồi ký của Belfort và những gì đã được viết về ông trong các bài báo của tạp chí Forbes. Mặc dù, một số nội dung liên quan đến tạp chí Forbes đã được thêm thắt.

## Nhà diễn thuyết tạo động lực
Belfort đã đi khắp nơi như một diễn giả tạo động lực và kiếm được khoảng 100.000 USD cho mỗi giờ phát biểu. Trong tháng 5 năm 2014, tại một sự kiện ở Dubai, ông nói với khán giả rằng: "Tôi sẽ kiếm nhiều tiền trong năm nay hơn cả năm tốt nhất khi tôi còn là một nhà môi giới chứng khoán". Vào năm 2014 Belfort sẽ thực hiện hơn 45 buổi diễn thuyết ở Mỹ, Úc, châu Á, Việt Nam.

## Đời sống riêng tư
Belfort là chủ sở hữu cuối cùng của chiếc du thuyền sang trọng Nadine (đặt theo tên vợ thứ hai của ông, một cựu người mẫu thời trang) mà ban đầu được đóng cho Coco Chanel vào năm 1961. Trong tháng 6 năm 1996, chiếc du thuyền bị chìm ngoài khơi bờ biển phía đông của Sardegna và những thợ lặn chuyên nghiệp thuộc đội COMSUBIN của Ý đã giải cứu tất cả những người trên thuyền. Belfort cho biết ông đã chống lại lời khuyên của vị thuyền trưởng và chèo thuyền ngược cơn gió lớn, nguyên nhân dẫn đến vụ chìm thuyền, khi sóng đập vỡ boong trước.
Trong năm 2013, Belfort sinh sống tại Manhattan Beach, California, Mỹ và đã đính hôn với Anne Koppe, người đã giúp ông điều hành công việc kinh doanh ở Hermosa Beach, California.

## Sách
- Tóm Gọn Sói Già Phố Wall: hồi ký về phần nửa sau cuộc đời với song sắt nhà tù, sự hối cải và ước muốn làm lại cuộc đời của một người từng là Sói Già trên Phố Wall.
- Sói Già Phố Wall, đây là cuốn hồi ký về cuộc đời ông cho tới khi bị bắt.